# Cosmosoma haenschi
Cosmosoma haenschi là một loài bướm đêm thuộc phân họ Arctiinae, họ Erebidae.